# Pithecellobium glaucescens
Pithecellobium glaucescens är en ärtväxtart som beskrevs av Henri François Pittier. Pithecellobium glaucescens ingår i släktet Pithecellobium och familjen ärtväxter. Inga underarter finns listade i Catalogue of Life.